# 웃자람
웃자람, 헛자람 또는 도장(徒長)은 질소나 수분 과다 또는 일조량 부족 등으로 작물의 줄기나 가지가 보통보다 길고 연하게 자라는 것이다. 웃자란 가지는 헛가지, 도장지(徒長枝), 또는 웃자람 가지, 헛자람 가지 등으로 부르는데, 오랫동안 자는 눈으로 있다가 어떤 영향으로 나무가 잘 자라지 못할 때에 터서 세차게 뻗어 나가며, 몹시 연약해 열매를 맺지 못한다.